# AACTA al miglior film
L'AACTA al miglior film (AACTA Award for Best Film) è un premio cinematografico che viene assegnato annualmente al film di produzione australiana votato come migliore dall'Australian Academy of Cinema and Television Arts.
Assegnato dal 1969 al 1973 come premio speciale, e dal 1975 come premio regolare, il premio è stato consegnato dall'Australian Film Institute fino al 2010 con il nome di AFI al miglior film.

## Vincitori e candidati

### Anni 1960
- 1969
  - Jack and Jill: A Postscript, regia di Phillip Adams e Brian Robinson

### Anni 1970
- 1970
  - Three to Go: Michael, regia di Peter Weir
- 1971
  - Homesdale, regia di Peter Weir
- 1972
  - Stork, regia di Tim Burstall
- 1973
  - 27A, regia di Esben Storm
  - Libido: The Child, regia di Tim Burstall
- 1975
  - Domenica, troppo lontano (Sunday Too Far Away), regia di Ken Hannam
  - Between Wars, regia di Michael Thornhill
  - La moglie del professore (Petersen), regia di Tim Burstall
- 1976
  - Il cortile del diavolo (The Devil's Playground), regia di Fred Schepisi
  - Caddie, regia di Donald Crombie
  - Picnic ad Hanging Rock (Picnic at Hanging Rock), regia di Peter Weir
  - Pure S, regia di Bert Deling
- 1977
  - Il ragazzo della tempesta (Storm Boy), regia di Henri Safran
  - Al primo chiarore dell'alba (Break of Day), regia di Ken Hannam
  - Don's Party, regia di Bruce Beresford
  - The Picture Show Man, regia di John Power
- 1978
  - Newsfront, regia di Phillip Noyce
  - The Chant of Jimmie Blacksmith, regia di Fred Schepisi
  - Mouth to Mouth, regia di John Duigan
  - Patrick, regia di Richard Franklin
- 1979
  - La mia brillante carriera (My Brilliant Career), regia di Gillian Armstrong
  - Cathy's Child, regia di Donald Crombie
  - In Search of Anna, regia di Esben Storm
  - Interceptor (Mad Max), regia di George Miller

### Anni 1980
- 1980
  - Esecuzione di un eroe (Breaker Morant), regia di Bruce Beresford
  - Manganinnie, regia di John Honey
  - ...Maybe This Time, regia di Chris McGill
  - Stir, regia di Stephen Wallace
- 1981
  - Gli anni spezzati (Gallipoli), regia di Peter Weir
  - The Club, regia di Bruce Beresford
  - Winter of Our Dreams, regia di John Duigan
  - Wrong Side of the Road, regia di Ned Lander
- 1982
  - Cuori solitari (Lonely Hearts), regia di Paul Cox
  - Goodbye Paradise, regia di Carl Schultz
  - Monkey Grip, regia di Ken Cameron
  - We of the Never Never, regia di Igor Auzins
- 1983
  - Careful, He Might Hear You, regia di Carl Schultz
  - Un anno vissuto pericolosamente (The Year of Living Dangerously), regia di Peter Weir
  - Corri cavallo corri (Phar Lap), regia di Simon Wincer
  - L'uomo dei fiori (Man of Flowers), regia di Paul Cox
- 1984
  - Annie's Coming Out, regia di Gil Brealey
  - My First Wife, regia di Paul Cox
  - Silver City, regia di Sophia Turkiewicz
  - Strikebound, regia di Richard Lowenstein
- 1985
  - Bliss, regia di Ray Lawrence
  - Fran, regia di Glenda Hambly
  - Una strada per morire (A Street to Die), regia di Bill Bennett
  - Unfinished Business, regia di Bob Ellis
- 1986
  - Malcom, regia di Nadia Tass
  - The Fringe Dwellers, regia di Bruce Beresford
  - Short Changed, regia di George Ogilvie
  - The More Things Change..., regia di Robyn Nevin
- 1987
  - The Year of My Voice Broke, regia di John Duigan
  - Ground Zero, regia di Bruce Myles e Michael Pattinson
  - High Tide, regia di Gillian Armstrong
  - The Tale of Ruby Rose, regia di Roger Scholes
- 1988
  - Navigator - Un'odissea nel tempo (The Navigator: A Medieval Odyssey), regia di Vincent Ward
  - Boulevard of Broken Dreams, regia di Pino Amenta
  - Cronaca nera (Grievous Bodily Harm), regia di Mark Joffe
  - Mull, regia di Don McLennan
- 1989
  - Un grido nella notte (Evil Angels), regia di Fred Schepisi
  - Ghosts… of the Civil Dead, regia di John Hillcoat
  - Island, regia di Paul Cox
  - Ore 10: calma piatta (Dead Calm), regia di Phillip Noyce

### Anni 1990
- 1990
  - Flirting, regia di John Duigan
  - Cuccata per il week-end (The Big Steal), regia di Nadia Tass
  - Giuramento di sangue (Blood Oath), regia di Stephen Wallace
  - Struck by Lightning, regia di Jerzy Domaradzki
- 1991
  - Istantanee (Proof), regia di Jocelyn Moorhouse
  - Death in Brunswick, regia di John Ruane
  - Dingo, regia di Rolf de Heer
  - Spotswood, regia di Mark Joffe
- 1992
  - Ballroom - Gara di ballo (Stricly Ballroom), regia di Baz Luhrmann
  - Manto nero (Black Robe), regia di Bruce Beresford
  - Skinheads (Romper Stomper), regia di Geoffrey Wright
  - Ultimi giorni da noi (The Last Days of Chez Nous), regia di Gillian Armstrong
- 1993
  - Lezioni di piano (The Piano), regia di Jane Campion
  - Amore ribelle (The Heartbreak Kid), regia di Michael Jenkins
  - Avik e Albertine (Map of the Human Heart), regia di Vincent Ward
  - On My Own, regia di Antonio Tibaldi
- 1994
  - Le nozze di Muriel (Muriel's Wedding), regia di P. J. Hogan
  - Bad Boy Bubby, regia di Rolf de Heer
  - Priscilla - La regina del deserto (The Adventures of Priscilla, Queen of the Desert), regia di Stephan Elliott
  - Tutto ciò che siamo (The Sum of Us), regia di Geoff Burton e Kevin Dowling
- 1995
  - Angel Baby, regia di Michael Rymer
  - All Men Are Liars, regia di Gerard Lee
  - Hotel Sorrento, regia di Richard Franklin
  - Quell'occhio, il cielo (That Eye, the Sky), regia di John Ruane
- 1996
  - Shine, regia di Scott Hicks
  - Amore e altre catastrofi (Love and Other Catastrophes), regia di Emma-Kate Croghan
  - Figli della rivoluzione (Children of the Revolution), regia di Peter Duncan
  - Matrimonio sotto assedio (Mr. Reliable), regia di Nadia Tass
- 1997
  - Kiss or Kill, regia di Bill Bennett
  - Blackrock, regia di Steven Vidler
  - Patsy Cline (Doing Time for Patsy Cline), regia di Chris Kennedy
  - Il pozzo (The Well), regia di Samantha Lang
- 1998
  - The Interview, regia di Craig Monahan
  - The Boys, regia di Rowan Woods
  - Head On, regia di Ana Kokkinos
  - Radiance, regia di Rachel Perkins
- 1999
  - Two Hands, regia di Gregor Jordan
  - Praise, regia di John Curran
  - Siam Sunset, regia di John Polson
  - Soft Fruit, regia di Christina Andreef

### Anni 2000
- 2000
  - Terza generazione (Looking for Alibrandi), regia di Kate Woods
  - Better Than Sex, regia di Jonathan Teplitzky
  - Bootmen, regia di Dein Perry
  - Chopper, regia di Andrew Dominik
- 2001
  - Lantana, regia di Ray Lawrence
  - The Bank - Il nemico pubblico n° 1 (The Bank), regia di Robert Connolly
  - The Dish, regia di Rob Sitch
  - Moulin Rouge!, regia di Baz Luhrmann
- 2002
  - La generazione rubata (Rabbit-Proof Fence), regia di Phillip Noyce
  - Australian Rules, regia di Paul Goldman
  - Beneath Clouds, regia di Ivan Sen
  - The Tracker, regia di Rolf de Heer
- 2003
  - Japanese Story, regia di Sue Brooks
  - Alexandra's Project, regia di Rolf de Heer
  - Gettin' Square, regia di Jonathan Teplitzky
  - The Rage in Placid Lake, regia di Tony McNamara
- 2004
  - Somersault, regia di Cate Shortland
  - Corrispondenza d'amore (Love's Brother), regia di Jan Sardi
  - Tom White, regia di Alkinos Tsilimidos
  - Il vecchio che leggeva romanzi d'amore (The Old Man Who Read Love Stories), regia di Rolf de Heer
- 2005
  - Look Both Ways - Amori e disastri (Look Both Ways), regia di Sarah Watt
  - Little Fish, regia di Rowan Woods
  - Oyster Farmer, regia di Anna Reeves
  - La proposta (The Proposition), regia di John Hillcoat
- 2006
  - 10 canoe (Ten Canoes), regia di Rolf de Heer e Peter Djigirr
  - Jindabyne, regia di Ray Lawrence
  - Kenny, regia di Clayton Jacobson
  - Paradiso + Inferno (Candy), regia di Neil Armfield
- 2007
  - Meno male che c'è papà - My Father (Romulus, My Father), regia di Richard Roxburgh
  - The Home Song Stories, regia di Tony Ayres
  - Lucky Miles, regia di Michael James Rowland
  - Noise, regia di Matthew Saville
- 2008
  - The Black Balloon, regia di Elissa Down
  - The Jammed, regia di Dee McLachlan
  - The Square, regia di Nash Edgerton
  - Unfinished Sky, regia di Peter Duncan
- 2009
  - Samson and Delilah, regia di Warwick Thornton
  - Balibo, regia di Robert Connolly
  - Beautiful Kate, regia di Rachel Ward
  - Blessed, regia di Ana Kokkinos
  - Mao's Last Dancer, regia di Bruce Beresford
  - Mary and Max, regia di Adam Elliot

### Anni 2010
- 2010
  - Animal Kingdom, regia di David Michôd
  - L'albero (The Tree), regia di Julie Bertuccelli
  - Bran Nue Dae, regia di Rachel Perkins
  - Bright Star, regia di Jane Campion
  - Le colline della morte (Beneath Hill 60), regia di Jeremy Sims
  - Il domani che verrà - The Tomorrow Series (Tomorrow, When the War Began), regia di Stuart Beattie
- 2012
  - Red Dog, regia di Kriv Stenders
  - The Eye of the Storm, regia di Fred Schepisi
  - The Hunter, regia di Daniel Nettheim
  - Mad Bastards, regia di Brendan Fletcher
  - Oranges and Sunshine, regia di Jim Loach
  - Snowtown, regia di Justin Kurzel
- 2013
  - The Sapphires, regia di Wayne Blair
  - Burning Man, regia di Jonathan Teplitzky
  - Lore, regia di Cate Shortland
  - Wish You Were Here, regia di Kieran Darcy-Smith
- 2014
  - Il grande Gatsby (The Great Gatsby), regia di Baz Luhrmann
  - Dead Europe, regia di Tony Krawitz
  - Mystery Road, regia di Ivan Sen
  - The Rocket, regia di Kim Mordaunt
  - Satellite Boy, regia di Catriona McKenzie
  - The Turning, regia di Jonathan auf der Heide, Tony Ayres, Simon Stone, Jub Clerc, Robert Connolly, Shaun Gladwell, Rhys Graham, Justin Kurzel, Yaron Lifschitz, Anthony Lucas, Claire McCarthy, Ian Meadows, Ashlee Page, Stephen Page, Warwick Thornton, Marieka Walsh, Mia Wasikowska e David Wenham
- 2015/I
  - Babadook (The Babadook), regia di Jennifer Kent
  - The Water Diviner, regia di Russell Crowe
  - Charlie's Country, regia di Rolf de Heer
  - Le due vie del destino - The Railway Man (The Railway Man), regia di Jonathan Teplitzky
  - Predestination, regia di Michael e Peter Spierig
  - Tracks - Attraverso il deserto (Tracks), regia di John Curran
- 2015/II
  - Mad Max: Fury Road, regia di George Miller
  - The Dressmaker - Il diavolo è tornato (The Dressmaker), regia di Jocelyn Moorhouse
  - Holding the Man, regia di Neil Armfield
  - Last Cab to Darwin, regia di Jeremy Sims
  - Paper Planes - Ai confini del cielo (Paper Planes), regia di Rob Connolly
- 2016
  - La battaglia di Hacksaw Ridge (Hacksaw Ridge), regia di Mel Gibson
  - The Daughter, regia di Simon Stone
  - Girl Asleep, regia di Rosemary Myers
  - Goldstone, regia di Ivan Sen
  - Tanna, regia di Bentley Dean e Martin Butler
- 2017
  - Lion - La strada verso casa (Lion), regia di Garth Davis
  - Berlin Syndrome - In ostaggio (Berlin Syndrome), regia di Cate Shortland
  - Hounds of Love, regia di Ben Young
  - Jasper Jones, regia di Rachel Perkins
  - Il matrimonio di Ali (Ali's Wedding), regia di Jeffrey Walker
- 2018
  - Sweet Country, regia di Warwick Thornton
  - Boy Erased - Vite cancellate (Boy Erased), regia di Joel Edgerton
  - Breath, regia di Simon Baker
  - Cargo, regia di Yolanda Ramke e Ben Howling
  - Ladies in Black, regia di Bruce Beresford